# ダブルゲーム
「ダブルゲーム」（Double Game）は、南野陽子の17枚目のシングル。1990年6月1日にCBS・ソニーからリリースされた。

## 概要
シングル3か月連続リリースの第1弾。
「テレサ・テンのような大人の歌を歌いたい」という南野の希望により、シングルでは初めて作詞に荒木とよひさ、作曲に三木たかしを起用した。

## 収録曲
1. ダブルゲーム
作詞: 荒木とよひさ／作曲: 三木たかし／編曲: 若草恵
2. サイド・シートに答えて
作詞: 南野陽子／作曲: 黒沢健一／編曲: 新川博